# Phaeoura sperataria
Phaeoura sperataria là một loài bướm đêm trong họ Geometridae.